# كوبا بيرو 1976
كوبا بيرو 1976 هو موسم من كوبا بيرو ‏. فاز فيه كورونل بولوجنسي.